# Frederick Fleet
Frederick Fleet (født 15. oktober 1887, død 10. januar 1965) var en britisk sømand og en af 710 overlevende fra katastrofen med RMS Titanic i 1912. Fleet havde arbejdet på skibe i 5 år, og havde været besætningsmedlem på RMS Oceanic.
Natten mellem den 14. og 15. april 1912, var Fleet sammen med Reginald Lee på vagt i Titanics udkigspost. Fleet så først isbjerget omkring 23:39. Han ringede med skibets klokke tre gange, som tegn på fare. Fleet ringede derefter til kommandobroen. Kaldet blev besvaret af James Paul Moody, som spurgte: "Hvad ser du?". Fleet svarede med ordene "Isbjerg! Ret forude!". Moody videregav advarselen til førstestyrmand William Murdoch, som uden held forsøgte at styre udenom isbjerget. Efter sammenstødet forblev Fleet og Lee på vagt i tyve minutter mere. Fleet blev reddet, fordi han også var ansvarlig for passagerernes sikkerhed i redningsbådene. Fleet forklarede senere, at katastrofen kunne have været undgået, hvis han havde en kikkert, men trak påstanden tilbage, da hans kollega George Symons var uenig. Under jomfrurejsen bemærkede han, at der manglede en kikkert i udkigsposten. Disse lå i et skab, hvis nøgle endte hos en styrmand, som blev skiftet ud, inden sejladsen begyndte.
Fleet gjorde efter katastrofen tjeneste i begge verdenskrige. Mellem krigene var han arbejdsløs i 1930'erne. I 1936 blev han ansat af Harland & Wolff til at arbejde på skibsværftet i Southampton. Senere blev han avisbud og oplevede økonomiske vanskeligheder. I resten af Fleets liv nærede han skyldfølelse over at blive reddet.
Den 28. december 1964 døde Fleets kone, som han havde været gift med siden 1917.  Dødsfaldet fik Fleet til at blive alvorligt deprimeret. Som et resultat begik han selvmord den 10. januar 1965. Fleet er begravet på Hollybrook Cemetery i Southampton.